# سوونوویتسه (استان پومرانی)
سوونوویتسه (به لهستانی:  Słonowice) یک روستا در لهستان است که در گمینا کوبلنگتسا واقع شده‌است.